# Mittelstenahe

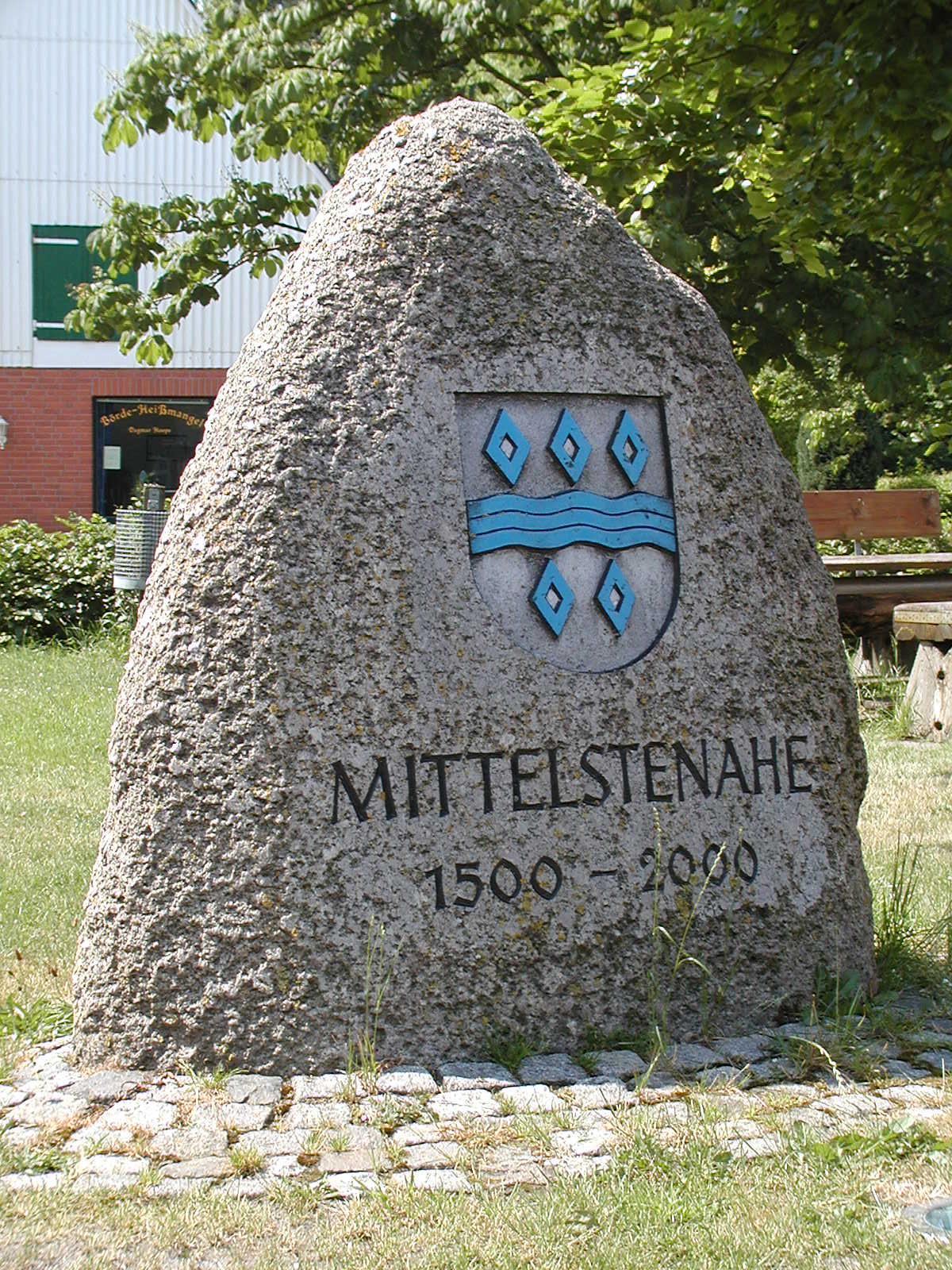
Stein mit Dorfwappen

Die Gemeinde Mittelstenahe (niederdeutsch Mittelsnohn) ist Mitglied des Gemeindeverbandes Samtgemeinde Börde Lamstedt im Landkreis Cuxhaven in Niedersachsen. Neben dem Hauptort Mittelstenahe gehören auch Nordahn und Varrel zur Gemeinde.

## Geschichte
Mittelstenahe wurde 1500 erstmals urkundlich erwähnt.
Am 1. Juli 1972 wurden die Gemeinden Nordahn und Varrel eingegliedert.

## Politik

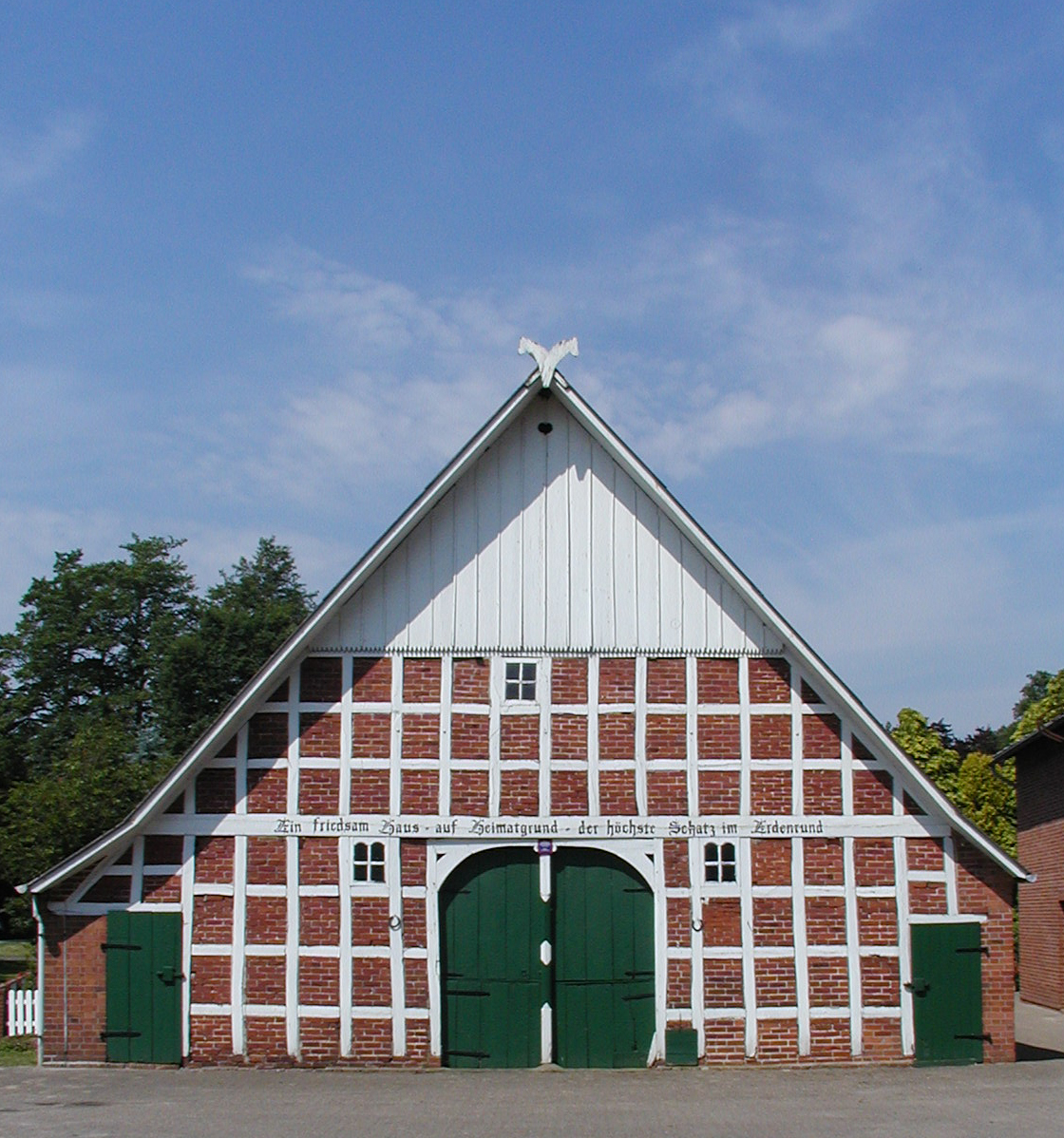
Bauernhaus Triftstraße 10

### Gemeinderat
Der Rat der Gemeinde Mittelstenahe besteht aus neun Ratsfrauen und Ratsherren. Dies ist die festgelegte Anzahl für die Mitgliedsgemeinde einer Samtgemeinde mit einer Einwohnerzahl zwischen 501 und 1.000 Einwohnern. Die neun Ratsmitglieder werden durch eine Kommunalwahl für jeweils fünf Jahre gewählt. Die aktuelle Amtszeit begann am 1. November 2021 und endet am 31. Oktober 2026.
Die letzten Gemeinderatswahlen ergaben folgende Sitzverteilungen:
| Partei / Wählergruppe            | 2021 | 2016 |
| -------------------------------- | ---- | ---- |
| Wählergemeinschaft Mittelstenahe | 8    | 9    |
| Grüne                            | 1    | –    |

### Bürgermeister
Der Gemeinderat wählte das Gemeinderatsmitglied Axel Quast (Wählergemeinschaft Mittelstenahe) zum ehrenamtlichen Bürgermeister für die aktuelle Wahlperiode.

### Wappen

#### Gemeindewappen
Der Entwurf des Kommunalwappens von Mittelstenahe stammt von dem Heraldiker und Wappenmaler Albert de Badrihaye, der zahlreiche Wappen im Landkreis Cuxhaven erschaffen hat.
| Wappen von Mittelstenahe | Blasonierung: „In Silber ein blauer Wellenbalken, begleitet von fünf blauen Odalrunen (3 : 2).“                                           |
| Wappen von Mittelstenahe | Wappenbegründung: Der Wellenbalken weist auf den Ortsnamen = Mittelste Aue hin. Die Odalrunen erinnern an die ersten fünf Höfe des Ortes. |

#### Wappen der Ortsteile

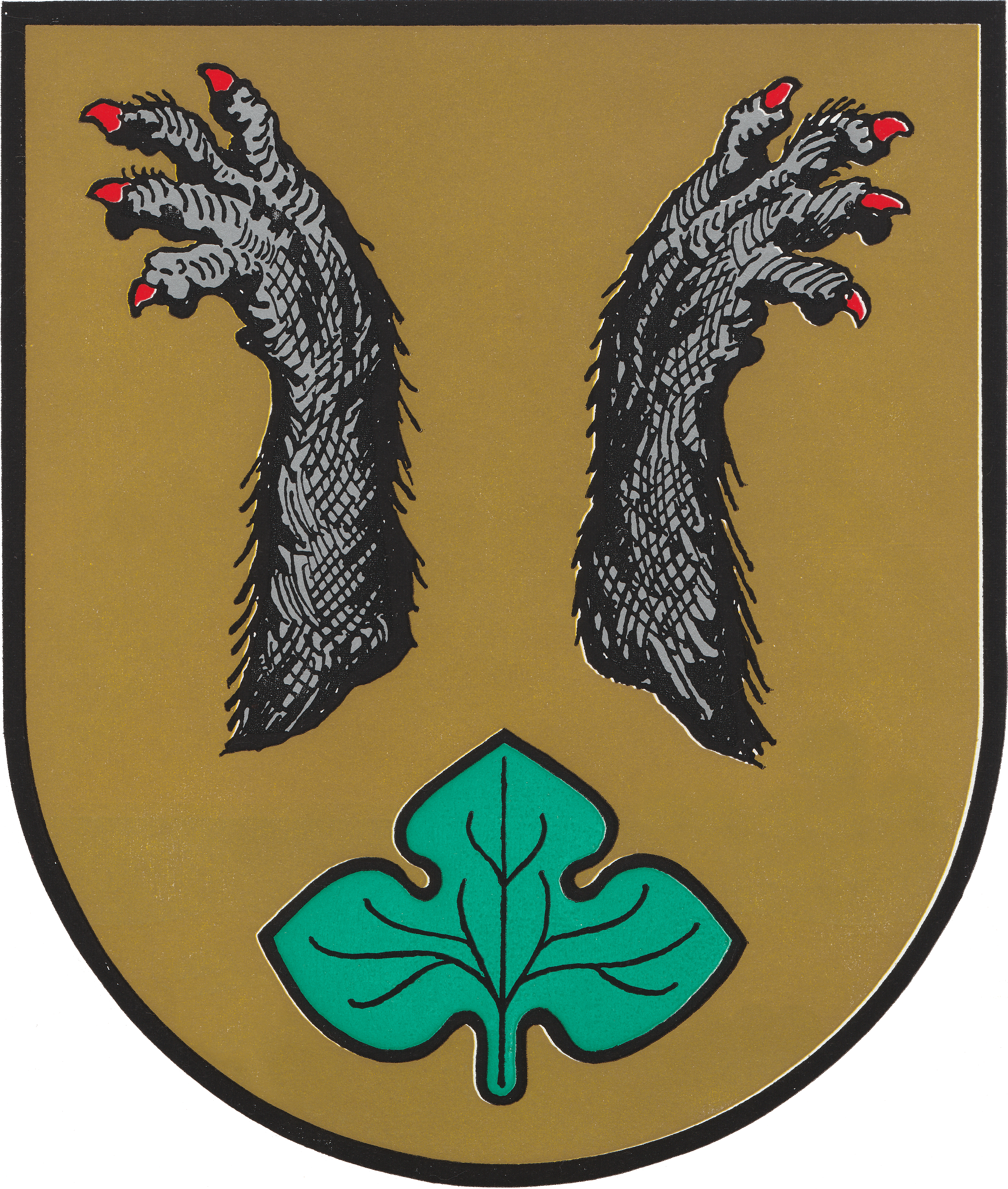
Nordahn (Details)
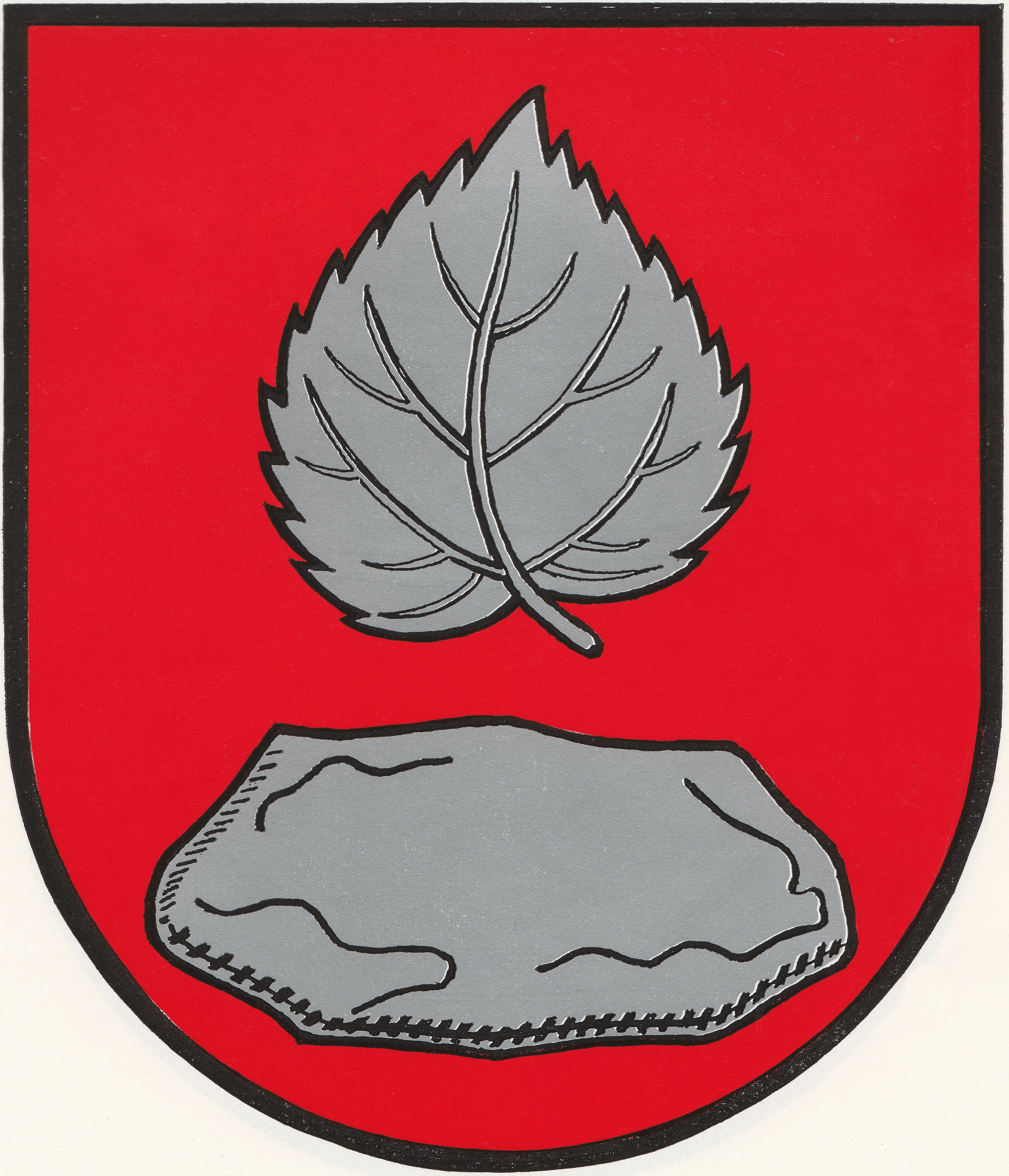
Varrel (Details)

## Kultur und Sehenswürdigkeiten
Baudenkmale
- Gasthaus Katt mit ehemaliger Kornbrennerei vom Anfang des 20. Jahrhunderts
- Altenteilerhaus Beekenende 6 von um 1880

## Sonstiges
2007 wurde bekannt, dass im Dorf Mittelstenahe mit 260 Einwohnern 30 Krebsfälle in den vorangegangenen zehn Jahren zu verzeichnen waren. Im Vergleich zum niedersächsischen Durchschnitt mit 0,77 % der Bevölkerung lag hier der Wert mit 11 % sehr hoch. Als Grund wurden zwei Richtfunkstrecken der Bundeswehr vermutet, die sich über dem Ort schneiden. Bürgermeister und Samtgemeindebürgermeister wollten dafür sorgen, dass umfangreiche wissenschaftliche Untersuchungen durchgeführt werden. Niedersachsens Sozialministerin Mechthild Ross-Luttmann (CDU) hat dieses Thema zur Chef-Sache erklärt.
In der Ratssitzung der Gemeinde Mittelstenahe am 28. April 2008 stellte  Michael Hoopmann vom Niedersächsisches Landesgesundheitsamt (NLGA) den Bericht über die Erfassung der Krebsfälle vor. Danach ist in der Börde Lamstedt keine ungewöhnliche Häufung von Krebsfällen festzustellen. Der Anfangsverdacht einer Häufung von Krebserkrankungen hat sich nicht bestätigt. Der Bericht wurde am 19. Mai 2008 im Gasthaus Katt der Öffentlichkeit vorgestellt.

## Sagen und Legenden
- Vom Holzvogt Klopp